# Уейский, Каликст
Каликст Уейский (пол. Kalikst Ujejski; 1838 — ум. 12 июня 1863, окрестности д. Корытница, Мазовецкое воеводство, Царство Польское) — один из руководителей отрядов польского восстания 1863 года.

## Биография
Родился в селе Михалувка близ Чорткова (тогда — в Австрийской империи). В 1859 году уехал из страны и вступил в Алжире во французский Иностранный легион, в котором прослужил два года и стал подофицером отборного отряда. После роспуска полка в 1862 году вернулся на родину, и сразу же включился в активную подготовку восстания в Польше, a после его начала одним из первых отправился в Царство Польское.
При въезде в пределы Российской империи был задержан и в течение 6 недель находился в заключении.

## Участие в Польском восстании (1863—1864)
Выпущенный, Каликст Уейский добрался до Польши, где в конце апреля 1863 года присоединился к отряду повстанцев под командованием Антония Езёраньского. Принял активное участие в ряде боестолкновений с регулярными войсками, в том числе в боях под Кобылянкой. После роспуска военного соединения Езёранского присоединился к отряду полковника Марцина Бореловского. Участник Первой битвы под Хруслиной.
10 июня 1863 года в бою с регулярными войсками под Соколом был тяжело ранен, всего получив 28 ранений (в том числе несколько огнестрельных), от которых умер 12 июня 1863 года в повстанческом лагере, расположенном на тот момент в районе деревни Корытница.